# Cautethia yucatana
Cautethia yucatana Clark, 1919 è un lepidottero appartenente alla famiglia Sphingidae, diffuso in America Settentrionale e Centrale.

## Descrizione

### Adulto
Appare molto simile a C. spuria e C. grotei grotei, anche se di dimensioni leggermente più ridotte; in taluni casi soltanto l'analisi approfondita del genitale maschile può essere determinante ai fini del riconoscimento specifico (D'Abrera, 1986).

L'ala anteriore appare più corta che in C. spuria, e più arrotondata a livello apicale. La colorazione di fondo dell'ala anteriore è grigio fumo, così come in C. spuria, ma più scura che in C. grotei grotei e in C. noctuiformis noctuiformis; i disegni appaiono meno marcati che in C. spuria e l'area basale risulta più chiara. Il tornus presenta una banda scura che corre sottile fino al punto mediano del margine costale, così come in C. noctuiformis noctuiformis (laddove in C. spuria somiglia più ad una macchia triangolare).

Nella pagina superiore dell'ala posteriore, la parte basale è di color giallo pallido, come in C. spuria, e non arancione come in C. grotei grotei e in C. noctuiformis noctuiformis; la banda scura a livello distale si estende quasi fino alla cellula discoidale, e la linea di confine tra la parte distale marrone e la parte prossimale gialla, ha una forma diversa rispetto a C. grotei grotei e C. spuria (D'Abrera, 1986).

Il genitale maschile ricorda abbastanza quello di C. spuria, tuttavia l'uncus appare più tozzo e con una superficie apicale più sviluppata. Ad una visione dorsoventrale, i lobi dello gnathos si mostrano più lunghi, e non è presente la cresta trasversale al di sotto di essi, che al contrario è visibile come un dente affilato in C. spuria.

L'apertura alare della femmina è 16 mm.

### Larva
Il bruco è tozzo e di colore verde, con il capo appiattito ed un cornetto caudale abbastanza sviluppato, esso pure verde.

### Pupa
Le crisalidi si rinvengono entro bozzoli posti a scarsa profondità nel sottobosco.
Lo stadio di Pupa dura circa 14 giorni.

## Distribuzione e habitat
L'areale di questa specie comprende il Messico (locus typicus: Izamal, Yucatán), il Belize (Corozal), la Costa Rica (Guanacaste) e il Sud degli Stati Uniti (California, Florida, Texas).
L'habitat è rappresentato da foreste e zone boscose più o meno aperte.

## Biologia
Durante l'accoppiamento, le femmine richiamano i maschi grazie ad un feromone rilasciato da una ghiandola, posta all'estremità addominale. I bruchi vengono parassitati da Ditteri Tachinidi del genere Belvosia Robineau-Desvoidy, 1830.

### Periodo di volo
La specie è multivoltina e in Costa Rica possono essere catturati gli adulti in ogni mese dell'anno.

### Alimentazione
Gli adulti suggono il nettare di fiori di varie specie.
I bruchi si alimentano su foglie di membri della famiglia Rubiaceae, tra cui Chiococca alba (L.) Hitchc..

## Tassonomia

### Sottospecie
Non sono state descritte sottospecie.

### Sinonimi
Non sono stati riportati sinonimi.